# Emil Larsson (ishockeyspelare född 1988)
Emil Larsson, född 3 januari 1988 i Skövde, är en svensk professionell ishockeyspelare som spelar för Karlskrona HK i SHL.
Han har spelat för Karlskrona HK sen säsongen 2010/2011, och under den sejouren har klubben både tagit sig upp från Division 1 till Hockeyallsvenskan, samt tagit sig upp från Hockeyallsvenskan till SHL.